# Пороховщіков Олександр Сергійович
Порохòвщіков Олександр Сергійович (* 10 лютого 1865, Санкт-Петербург, Російська Імперія — † 31 грудня 1938, Каліш, Польща) — генерал-хорунжий Армії УНР.

## Біографія
Народився у Санкт-Петербурзі. Білорус за походженням. Закінчив фізико-математичний факультет Санкт-Петербурзького університету. Витримав іспит на звання офіцера при 1-му військовому Павлівському училищі (1889), служив у лейб-гвардії Семенівському полку. Закінчив Миколаївську академію Генерального штабу за 1-м розрядом (1895), обіймав штабові посади у Київському військовому окрузі.
З 9 квітня 1900 р. — підполковник. З 22 вересня 1902 р. — начальник штабу 4-го округу прикордонної сторожі (Київ). З 6 грудня 1904 р. — полковник. З 25 квітня 1905 р. — начальник штабу військ Уральської області. З 12 вересня 1906 р. — штаб-офіцер управління 1-ї стрілецької бригади. З 11 березня 1909 р. — штаб-офіцер для доручень штабу Варшавського військового округу. З 5 серпня 1910 р. — начальник штабу 8-ї піхотної дивізії. З 15 березня 1912 р. — приділений до 145-го піхотного Новочеркаського полку (Санкт-Петербург).
Брав участь у Першій світовій війні. У червні — жовтні 1914 р — штаб-офіцер для доручень штабу 6-ї армії. У жовтні — грудні 1914 р. — командир батальйону 333-го піхотного Глазовського полку. З грудня 1914 р. — командир 335-го піхотного Анапського полку. З 5 червня 1915 р. — генерал-майор, командир бригади 64-ї піхотної дивізії. З кінця 1915 р. — начальник штабу 18-ї піхотної дивізії. З весни 1916 р. — у розпорядженні начальника Головного управління Генерального штабу. З літа 1917 р. — у розпорядженні командувача військ Південно-Західного фронту. За Першу світову війну був нагороджений всіма орденами до Святого Володимира III ступеня з мечами та биндою, Георгіївською зброєю (12 листопада 1915, за бій 15–19 березня 1915).
З 12 березня 1918 р. — бердичівський повітовий комендант. З червня 1920 р — начальник штабу 6-ї запасної бригади Армії УНР. З 22 липня 1920 р. — помічник начальника штабу 2-ї Волинської дивізії Армії УНР.
З 3 серпня 1920 р. — начальник військово-історичного відділу штабу Армії УНР.
З 1922 р. жив на еміграції у Яблонах під Варшавою.